# Li Bin

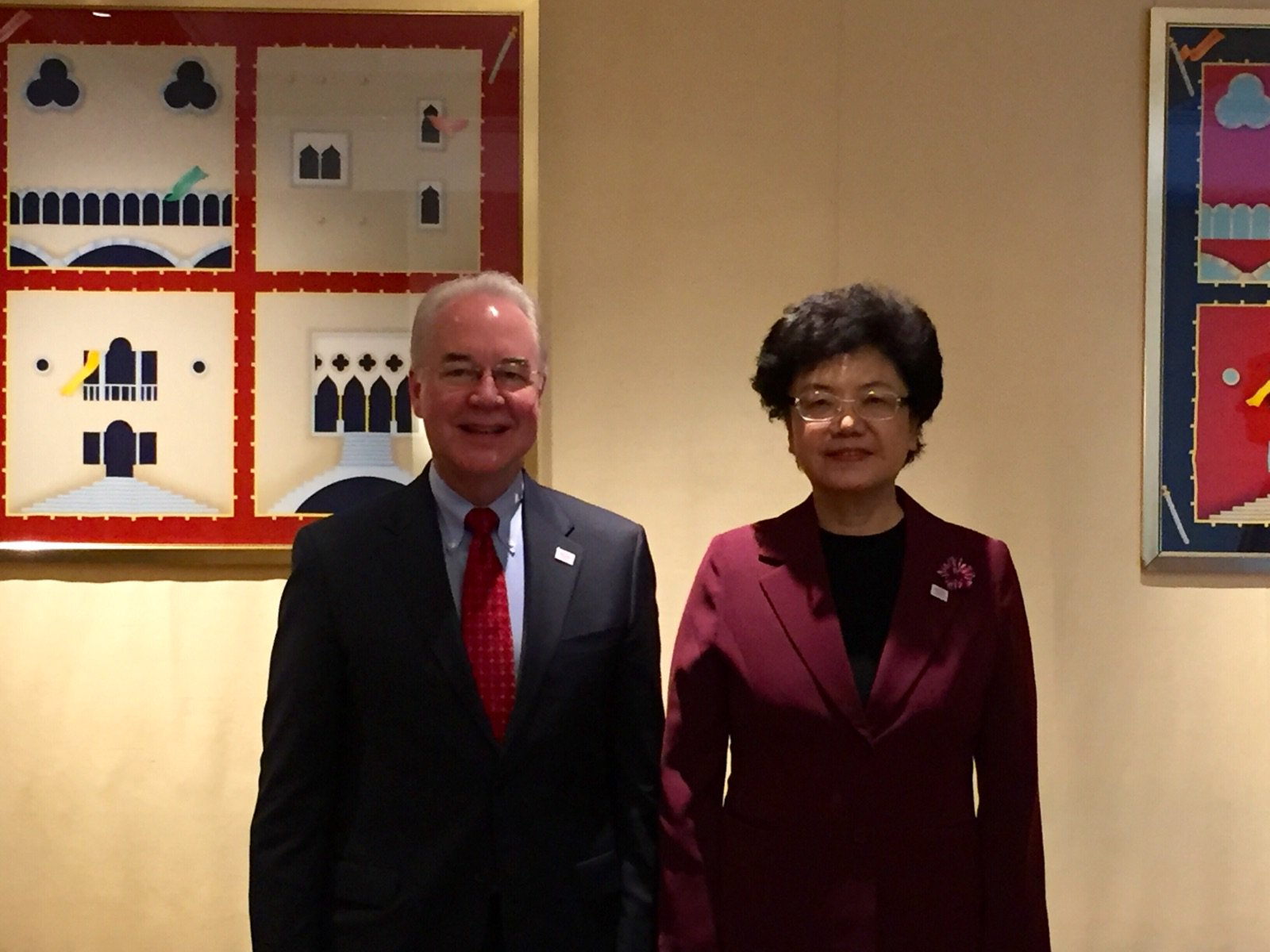
Li Bin amb Tom Price a la Cimera del G20 a Berlín 2017

Li Bin (xinès simplificat:李斌) (Fushun, 1954) és una política xinesa.

## Biografia
Li Bin va néixer el 4 d'octubre de 1954 a Fushan, província de Liaoning (Xina). Va estudiar a la Universitat de Jinlin,on va obtenir la llicenciatura en economia (1982) i posteriorment el doctorat (2004)
Va iniciar la seva trajectòria laboral l'any 1974 i va entrar al Partit Comunista de la Xina l'any 1981.

#### Carrera política
Va ocupar els seus primers càrrecs a la província de Heilongliang i després a la província de Jilin on va arribar a ser la vicegovernadora (2001 a 2007). Des de desembre de 2011 fins al 2013 va desenvolupar la seva activitat política la província d'Anhui, on va arribar a ser-ne la governadora
Del 2013 al 2018 va ocupar el càrrec de Directora i Secretaria del Partit de la Comissió Nacional de Salut i Planificació Familiar.
Actualment és membre del 19è Congrès Nacional del Partit Comunista de la Xina, vicepresidenta i secretaria general, membre del grup del partit i secretari del grup del 13è Congrés Nacional del Poble (Assemblea Popular Nacional de la Xina) i Presidenta de la Shangai Soong Ching Ling Foundation .
L'abril del 2022 durant el procés de la COVID 19, Li va ser crítica amb la situació i els mitjans utilitzats, en una entrevista va fer referència a la "la gran població de la Xina i els recursos mèdics insuficients" i " si la resposta a la acció COVID afluixa per deixar que el virus funcioni, sens dubte provocarà un gran nombre d'infeccions en un curt període i un gran nombre de casos greus i mortals"